# Garantie invalidité absolue et définitive
La Garantie Invalidité Absolue et Définitive (IAD), également nommée Perte Totale et Irréversible d'Autonomie (PTIA), est équivalent à l'invalidité de 3e catégorie de la Sécurité Sociale Française. L’assuré est en PTIA lorsqu’il se trouve à la suite d’une maladie ou d’un accident, médicalement dans l’impossibilité absolue et définitive de se livrer à une occupation ou à un travail quelconque lui procurant gain et profit et si son état l’oblige, en outre, à recourir à l’assistance d’une tierce personne pour accomplir les actes ordinaires de la vie. On parle généralement de l'impossibilité, sans l'aide d'une tierce personne, de réaliser trois des quatre actes quotidiens que sont : se nourrir, se laver, s'habiller et se déplacer.
Cette garantie est proposée dans le cadre d’une assurance de crédit ou d’une assurance de prévoyance.

## Assurance de crédit
En cas d'invalidité absolue et définitive, l'assureur prendra en charge le solde du crédit. L’assurance remboursera directement à la banque le solde du capital restant dû en principal, dans la limite de la quotité assurée.
Certains contrats prévoient un « délai de carence » (parfois nommé « délai d'attente ») pour la prise d'effet de la garantie invalidité absolue et définitive. Il s'agit d'une période qui débute au jour de l'entrée dans l'assurance et pendant laquelle le risque d'invalidité n'est pas garanti. Les contrats les plus favorables n'ont pas de délai de carence, alors que d'autres imposent un délai de 12 mois. Ce délai de carence ne s'applique pas lorsque l'invalidité résulte d'un accident.
La définition de l'invalidité absolue et définitive pour les assureurs s'apparente à la notion d'invalidité des organismes de sécurité sociale, mais elle n'est pas toujours identique. L'assureur se réserve en effet le droit d'apprécier la réalisation du risque par ses propres médecins-conseils : ainsi une personne reconnue invalide au titre de la Sécurité Sociale pourrait se voir refuser l'attribution de la garantie « invalidité absolue et définitive ».